# Adrien Lucy (Maler)
Adrien Lucy (* 30. April 1794 in Meaux; † 16. Februar 1875 in Paris) war ein französischer Maler und Zeichner. Er hatte zudem das Amt des Receveur général des finances („Generalkontrolleur der Finanzen“) in den Départements Bouches-du-Rhône und Moselle inne.

## Leben und Werk
Adrien Lucy wurde 1794 als Sohn des Juristen und Politikers Adrien Jean Alexandre Lucy (1753–1824) und der Jeanne Julie Petit (1772–1834) geboren. Sein Vater – zunächst Berater des kaiserlichen Hofes, dann des königlichen Hofes während der Restauration – war 1791/92 Abgeordneter der gesetzgebenden Nationalversammlung und von 1805 bis 1814 Abgeordneter des Corps législatif für das Département Oise. Er wurde 1810 zum Ritter der Ehrenlegion und 1811 zum Chevalier de l’Empire ernannt.
1837 wurde Adrien Lucy zum ordentlichen Mitglied der Académie nationale in Metz gewählt. Ab 1840 war er deren Präsident, bis er 1847 nach Paris zog, um sich dort als Rechtsanwalt am königlichen Hof niederzulassen. 1861 erfolgte seine Ernennung zum Mitglied der Kaiserlichen Akademie der Wissenschaften, Literatur und Künste von Marseille. Ein Druck seiner Antrittsrede an der Marseiller Akademie ist (neben weiteren Schriften) erhalten und in der französischen Nationalbibliothek verfügbar.
Von 1842 bis zu seinem Tod war Lucy als Amateurmaler tätig. Er malte und zeichnete unter anderem Veduten aus Algier, Marseille sowie aus Frankreich und Norditalien und außerdem eine Reihe von Schlachten- und Soldatenszenen. Von 1843 bis 1870 stellte er Gemälde, Aquarelle und Zeichnungen in den Pariser Salons aus. Das Musée des Beaux-Arts in Marseille ist im Besitz eines seiner Gemälde.
Adrien Lucy starb am 16. Februar 1875 im Alter von 80 Jahren in Paris.

## Ehrungen und Auszeichnungen
Im April 1845 wurde Adrien Lucy zum Offizier der Ehrenlegion ernannt.

## Akademische Reden
- Discours prononcé le 23 mai 1841, à la séance publique de l’Académie royale de Metz, par M. Lucy. Impr. de S. Lamort, Metz 1841.
- Académie impériale des sciences, belles-lettres et arts de Marseille, séance du 7 juillet 1861. Discours de réception de M. Adrien Lucy. Impr. de Arnaud, Marseille 1861 (Volltext in der Google-Buchsuche).